# Upper Demerara-Berbice
Upper Demerara-Berbice (regio 10) is een van de tien regio's van Guyana. De hoofdstad is Linden.

## Demografie
Volgens de volkstelling van 2012 telt de regio Upper Demerara-Berbice zo'n 39.452 inwoners, een daling vergeleken met de volkstelling van 2002.
| Volkstellingsjaar | 1980   | 1991   | 2002   | 2012   |
| ----------------- | ------ | ------ | ------ | ------ |
| Inwoners          | 38.554 | 39.559 | 41.112 | 39.452 |

De Afro-Guyanezen vormen net geen meerderheid (49%). Verder leeft er een vrij grote groep mensen van gemengde afkomst (39%). Andere minderheden zijn inheemsen (8%) en Indo-Guyanezen (3%).

## Plaatsen
- Kwakwani
- Linden, de hoofdplaats
- Rustenburg

## Gemeenten
Upper Demerara-Berbice was in 2022 onderverdeeld in de volgende gemeenten:
1. Makouria River
2. Linden
3. Coomaka Lands
4. Ituni
5. Kwakwani
6. Rest van Regio 10
7. Mabura Hills
8. Berbice River Settlements

Barima-Waini · Pomeroon-Supenaam · Essequibo Islands-West Demerara · Demerara-Mahaica · Mahaica-Berbice · East Berbice-Corentyne · Cuyuni-Mazaruni · Potaro-Siparuni · Upper Takutu-Upper Essequibo · Upper Demerara-Berbice